# France Kosmač
France Kosmač, slovenski pesnik, pisatelj in režiser, * 3. oktober 1922, Ljubljana, † 7. oktober 1974, Ljubljana. 
France Kosmač je v Ljubljani končal klasično gimnazijo, ob izbruhu druge svetovne vojne pa so ga Italijani internirali. Po kapitulaciji Italije se je pridružil NOB, kjer je leta 1944 izdal svojo prvo pesniško zbirko Partizanski soneti. Zbirko je izdal Propagandni odsek IV. operativne cone NOV in POS. Istega leta je izdal tudi svojo drugo zbirko pesmi z naslovom Pred pomladjo. 
Po vojni je posnel več kratkih in celovečernih filmov (Dobri stari pianino, Peta zaseda, ...) ter okoli 40 kratkih dokumentarnih filmov.

## Celovečerni filmi
- Tri zgodbe - Koplji pod brezo, 1955
- Dobri stari pianino, 1959
- Ti loviš, 1961
- Lucija, 1965
- Peta zaseda, 1968